# استولین
استولین (به لاتین: Stolin) یک منطقهٔ مسکونی در بلاروس است که در منطقه بریست واقع شده‌است. استولین ۱۰٬۴۹۱ نفر جمعیت دارد.